# Partenope (Hasse)
Pour les articles homonymes, voir Parthénope.
 (juin 2016).
Si vous disposez d'ouvrages ou d'articles de référence ou si vous connaissez des sites web de qualité traitant du thème abordé ici, merci de compléter l'article en donnant les références utiles à sa vérifiabilité et en les liant à la section « Notes et références ».

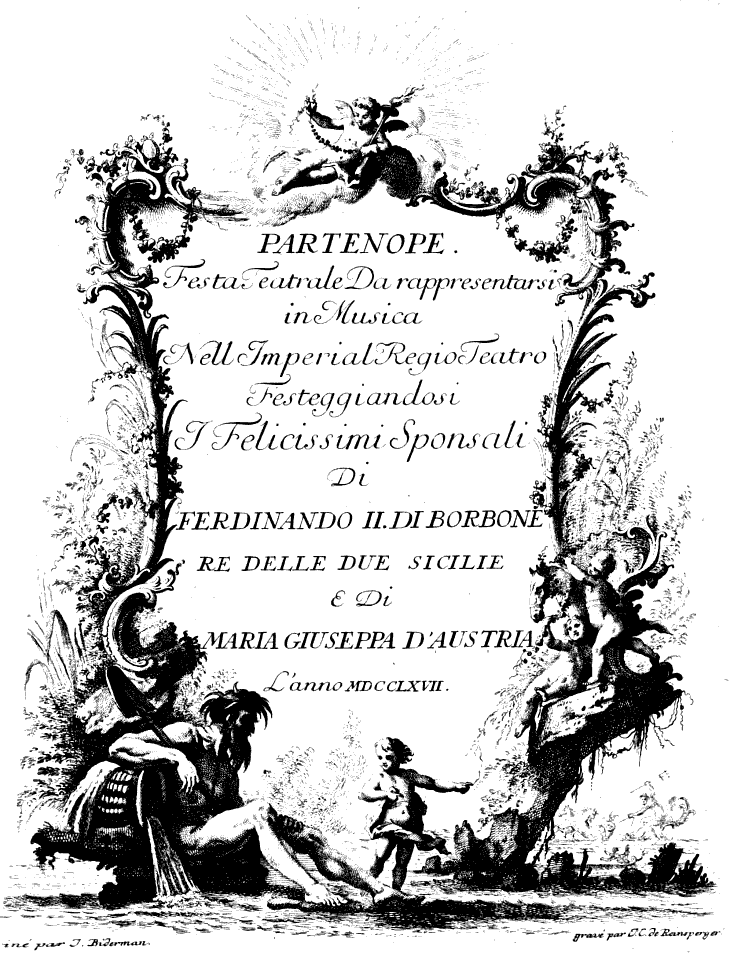
Page de titre du livret

Partenope est un opéra (festa teatrale) en deux parties de Johann Adolph Hasse sur un livret italien de Pietro Metastasio créé devant la Cour de Vienne le 9 septembre 1767 à l'occasion des noces de l'archiduchesse Marie-Caroline et de Ferdinand de Bourbon, roi de Naples. Le livret se réfère à la fondation de Naples pour célébrer l'alliance avec les Bourbons à l'occasion de laquelle l'opéra est composé. 
La soprano Elisabeth Teyber, élève de Hasse, et le castrat Venanzio Rauzzini, participèrent à la création de l'opéra. Les décors et la chorégraphie étaient dus aux frères Galliari. 
Le compositeur se montre satisfait de l'opéra et du succès qu'il rencontre, et Leopold Mozart, qui assiste aux représentations avec son fils Wolfgang, alors âgé de onze ans, porte un jugement positif sur la musique de Hasse, mais se montre plus critique vis-à-vis des chanteurs.
L'opéra se distingue notamment par l'importance qu'y prend le chœur, qui loin d'être seulement un ornement de l'action, en est également un protagoniste. 

## Personnages
| Rôle                                                   | Voix    | Distribution        |
| ------------------------------------------------------ | ------- | ------------------- |
| Alceo, grand prêtre de Parthénope                      | ténor   | Giuseppe Tibaldi    |
| Elpinice, amoureuse de Cleanto                         | soprano | Elisabeth Teyber    |
| Cleanto, prince de Cumes                               | castrat | Venanzio Rauzzini   |
| Ismène, princesse de Poséidonia, amoureuse de Filandro | soprano | Clementina Baglioni |
| Filandro, prince de Misène et ami de Cleanto           | castrat | Giacomo Veroli      |

Chœurs de nymphes, de bergers, de prêtres, de prêtresses, de jeunes nobles, d'amours et de génies

## Argument

### Première partie
Le chœur célèbre la fondation de Parthénope, qui doit être accompagnée des mariages d'Elpinice et de Cleanto et d'Ismene et de Filandro. Le grand prêtre Alceo, père d'Elpinice, revenant du temple, annonce cependant que la divinité a mis comme condition à la fondation de la cité l'union de Cleanto et d'Ismene, provoquant le désarroi des protagonistes.

### Seconde partie
Alceo commande à sa fille d'obéir aux injonctions divines en persuadant Cleanto d'épouser Ismene. Tandis que Cleanto s'apprête à fuir, il est retenu par Filandro, qui lui annonce que tout est arrangé : en raison d'une ancienne substitution, Ismene est en réalité Elpinice et Elpinice Ismene. La fondation de la cité peut avoir lieu et Vénus apparaît pour assurer les hommes de la bénédiction divine. 